# Juliette Mailhé
 (février 2020).
Si vous disposez d'ouvrages ou d'articles de référence ou si vous connaissez des sites web de qualité traitant du thème abordé ici, merci de compléter l'article en donnant les références utiles à sa vérifiabilité et en les liant à la section « Notes et références ».
Juliette Mailhé est une comédienne française née le 15 février 1964. Elle est la fille de la peintre et sculpteur Béatrice Casadesus et du médecin Bruno Mailhé, et la petite-fille de l'actrice Gisèle Casadesus.

## Biographie

### Formation et diplômes[1]
(juin 2021).
- 1982 : BAC A4
- 1997/1999 : D.E.T.S : Diplôme d'études théâtrales spécialisées, option mise-en-scène, scénographie, dramaturgie, Censier Paris III. Mention TB
- 2000-2002 : Licence d'études théâtrales. Censier Paris III.(B.T.S) avec Pierre Tabard, Geneviève Rosset, Marcel Bozonnet et Stuart Seide.
- 2006 : Diplôme d'État d’Enseignement en Art Dramatique (DE)
- 2007 : Maîtrise d'études théâtrales. Censier Paris III. Mention Bien.
- 2008 : Certificat d'Aptitude aux fonctions de professeur de théâtre (CA)
- 2015 Certification praticienne en coaching structurel
- 2017 Certification en Théâtre Forum avec la Compagnie NAJE

### Activités pédagogiques
(juin 2021).
Entre 1992 et 1995, elle dirige des ateliers dans le cadre des classes d'éveil mises en place par la Ville de Paris. De 1998 à 2017, elle fait des ateliers dans le cadre des options théâtre (classes de terminales, premières, secondes) au lycée Grandmont, Balzac et Vaucanson de Tours, Classe à Horaires Aménagés Théâtre Collège La Bruyère de Tours, Atelier de théâtre contemporain Faculté François Rabelais de Tours, Atelier de Pratique de Langue Orale anglais (François Rabelais), Mises en scène de spectacles collège La Bechellerie St Cyr. En 1999, elle organise un stage auprès de l’école d'architecture du quai Malaquais, sous le titre Un pont entre l’architecture et le théâtre,  et est  responsable de conférences de scénographies. De 2005 à 2009, elle est en mission auprès de l’observatoire de l’égalité Femmes /Hommes, dans une école du XIII, avec des élèves de CM2. Entre 2005 et 2009, elle intervient à l’école d’architecture Quai Malaquais, dans le cadre de la création d’un enseignement de scénographie. En 2022, elle est professeur d'Art Dramatique au Conservatoire de Meulin.

## Filmographie

### Cinéma

#### Longs métrages
- 1986 : Désordre, Olivier Assayas
- 1987 : Où que tu sois, Alain Bergala
- 1990 : Les Années de plomb, Nicolas Ribowski
- 1994 : Les Garçons de la plage,
- 2015 : La Sonate des Spectres, d'Ivan Heidsieck, d'après August Strindberg

#### Courts métrages
- 1989 : Haute Terre, de Gilles Alvarez
- 2004 : Le Noël de Lilly, d'Eric Nebot

### Télévision
- 1988 : Scénario, de Dominique Giulani
- 1991 : Les Nuls,
- 1991 : Les Nouveaux,
- 1992 : Terres Brulées, de Chantal Picault
- 1995 : Julie Lescaut, elle joue Annette
- 1997 : Julie Lescault, de Marion Sarraut, TF1.

## Doublage
(juillet 2023).
La mise en forme du texte ne suit pas les recommandations de Wikipédia : il faut le « wikifier ».
Les points d'amélioration suivants sont les cas les plus fréquents :
- Les titres sont pré-formatés par le logiciel. Ils ne sont ni en capitales, ni en gras.
- Le texte ne doit pas être écrit en capitales (les noms de famille non plus), ni en gras, ni en italique, ni en « petit »…
- Le gras n'est utilisé que pour surligner le titre de l'article dans l'introduction, une seule fois.
- L'italique est rarement utilisé : mots en langue étrangère, titres d'œuvres, noms de bateaux, etc.
- Les citations ne sont pas en italique mais en corps de texte normal. Elles sont entourées par des guillemets français : « et ».
- Les listes à puces sont à éviter, des paragraphes rédigés étant largement préférés. Les tableaux sont à réserver à la présentation de données structurées (résultats, etc.).
- Les appels de note de bas de page (petits chiffres en exposant, introduits par l'outil «  Source ») sont à placer entre la fin de phrase et le point final[comme ça].
- Les liens internes (vers d'autres articles de Wikipédia) sont à choisir avec parcimonie. Créez des liens vers des articles approfondissant le sujet. Les termes génériques sans rapport avec le sujet sont à éviter, ainsi que les répétitions de liens vers un même terme.
- Les liens externes sont à placer uniquement dans une section « Liens externes », à la fin de l'article. Ces liens sont à choisir avec parcimonie suivant les règles définies. Si un lien sert de source à l'article, son insertion dans le texte est à faire par les notes de bas de page.
- La présentation des références doit suivre les conventions bibliographiques. Il est recommandé d'utiliser les modèles {{Ouvrage}}, {{Chapitre}}, {{Article}}, {{Lien web}} et/ou {{Bibliographie}}. Le mode d'édition visuel peut mettre en forme automatiquement les références.
- Insérer une infobox (cadre d'informations à droite) n'est pas obligatoire pour parachever la mise en page.

Pour une aide détaillée, merci de consulter Aide:Wikification.
Si vous pensez que ces points ont été résolus, vous pouvez retirer ce bandeau et améliorer la mise en forme d'un autre article.
- 2020 : rôle de Dona dans Laws & order
- 2019 : Ambiances et rôle de Perla dans the Rookie
- Ambiances et rôle de la docteure avec Claire Baradat, dans Schrill
- Ambiances, petits rôles dans Caronte
- Ambiances dans Dynasty
- Rôle de Imogène dans Claws saison 2
- Rôle de Jane Lancaster dans The Good Doctor
- Rôle de Billie dans 10 minutes gone
- Ambiance dans Criminal
- Rôle de Lauren dans Atypical
- Rôle de la mère dans Dolly Parton’s
- Rôle de la tante de Cassie dans Dublin Murder
- Ambiances dans Euphoria
- Rôle de Dong Qing dans People of the Heavenly Kingdom
- Rôle de Madame de Hage Jack dans Gentleman Jack
- Ambiance dans Dragon
- Ambiances dans Empire
- Rôle de Kumi dans Arrow
- Petits rôles dans Mr Mercedes
- 2018 Journaliste dans Ray Donovan
- Rôle de Liz dans Chicago PD
- Ambiance dans A Christmas Royal
- Rôle de Gunberg (Rebecka Teper) dans Spring Tide
- Ambiances dans Claws
- Ambiances dans Dragons
- Rôle de Emily Clarck (Sophie Goulet) dans les Enquêtes de Murdoch
- Rôle de Grace (Paula Bondreau) dans Private Eyes
- Petits rôles dans Bull
- Petits rôles dans Brooklyn 99
- Rôle de Jane (Nicole Marcks) dans Mosaïc
- 2017 Rôle de Angela Benton (Emma Bispham), dans Paranoïd
- Ambiances, petits rôles dans Scorpion
- Rôle de Mandy (Melissa Murray) dans Grimm
- Ambiances, petits rôles dans Riviera
- Rôle de Demeter (Sophie Goulet) dans Les Enquêtes de Murdoch
- Rôle de la standardiste (Willi Cooper) dans The Good Fight
- Rôle de Jill (Sarah Waismann) dans Smilf
- 2016 Ambiances, petits rôles dans Les Mystères de Laura
- 2017-2022 : Good Doctor : Dr Jen « JL » Lancaster (Teryl Rothery) (22 épisodes)
- 2018 : Blacklist : Pearl (Caroline Hewitt) (saison 5, épisode 20)
- 2022 : Un passé bien présent : Gabriela (Marisa Rubio)

## Théâtre
- 2022 : Dans les yeux d'Esther Kahn, d'après la nouvelle d'Arthur Symmons, musiques de Mathieu Denis, avec Mathieu Denis à la contrebasse et Juliette Mailhé.
- 2021 : Où es tu baba Yaga ?, librement adapté des contes populaires russes, avec Alice Rosset au piano et Juliette Mailhé
- 2019/2020 : A table!!!, lecture spectacle sur notre rapport au goût, avec Thierry Mouton à l'accordéon
- 2018 : reprise de La journée d’une infirmière, de Gatti, mise en scène de Sophie Troise, à la Parole errante
- 2012/ 2015 : La conférence des lapins (longtemps après Aristophane), tout public
- 2011 / 2014 : Et maintenant il neige, spectacle monté autour de I.B Singer. Cie du Hasard. Rôle : Esther
- 2011/2012 : Molière Ou l'amour Confondu, Compagnie du Hasard. Catherine de Brie, Rôle : Charlotte
- 2009/10 : La folle journée de Madame Zuzutte, clown, mise en scène de Sandrine Burstynowicz
- 2005/06/07/09 : La journée d’une Infirmière, de Armand Gatti. Confluences. Seule en scène. Ivan Heidsieck. Rôle : Louise.
- 2003/04 : Le vent du Dibbouk, de Sylvie Caillaud. Théâtre du Lamparo.
- 2002/03 : Les vacances de Mr Pillon, de Nicolas Peskine. Cie du Hasard.
- 2001 : Le Consultant, de C.Langer. Philippe Lagrée. Essaïon. Rôle : Zoé.
- 2000/01 : Les soldes de l'An 2000, Sylvie Caillaud. Théâtre du Lamparo.
- 1998/00 : La Noce chez les Petits Bourgeois, Brecht. Gilles Bouillon. Rôle : Maria.
- 1998 : Troisième Voyage des Comédiens, en région centre. Cie du Hasard.
- 1998 : La Journée d'une infirmière, d'Armand Gatti, mise en scène Betty Berr, Théâtre national de Chaillot
- 1997 : Deuxième Voyage des Comédiens, Avril à juin.
- 1996 : La Journée d'une infirmière, d'Armand Gatti, mise en scène Betty Berr
- Si Camille me voyait, Roland Dubillard. Philippe Lagrée.
- Premier Voyage des Comédiens en Région Centre
- 1995 : Vous descendrez à la prochaine, Josette Boulva et Marie Gattard. Création. Betty Berr. Théâtre de la Tempête. Paris. Rôle : Laeticia.
- 1994 : Les Femmes Savantes, Molière. Gilles Bouillon. Centre Dramatique Régional de Tours. Rôle : Henriette.
- 1993 : Antigone, Sophocle. Gilles Bouillon. C. D. R.T. Rôle : Ismène.
- 1992 : Dans la Jungle des Villes, Bertolt Brecht. Gilles Bouillon. Rôle : Jane.
- 1991 : Le Cid, Pierre Corneille. Geneviève Brunet. Tréteaux de France. Rôle : L'Infante.
- 1988/90 : L’Avare. Molière, avec Michel Bouquet. Pierre Franck. Théâtre de l’Atelier. Tournée. Paris. Rôle : Marianne.
- 1988 : L'Imprésario de Smyrne, de Carlo Goldoni, mise en scène Gilles Bouillon, Théâtre Jacques Cœur de Bourges. Rôle : Lucrezia
- 1987/88 : Capitaine Fracasse, Théophile Gauthier. Marcel Maréchal -
- 1986 : La nuit des Rois, Shakespeare. Gilles Bouillon – Théâtre Jacques Cœur de Bourges. Rôle : Olivia.
- 1985 : Le Triomphe de l’Amour, Marivaux. Gilles Bouillon. Maison de la Culture de Bourges et Italie. Rôle : Phocion.

### Mise en scène
- 2013/ 2014 : La voix humaine, Jean Cocteau et Poulenc. Orchestre National de Lille. Direction Jean Claude Casadesus, interprétée par Caroline Casadesus. Reprise version piano, JC Rigaud et Caroline Casadesus.
- 2014/2015 : Une femme debout, spectacle musical avec Caroline Casadesus, piano JC Rigaud